# 어리 이야기
어리 이야기는 대한민국의 NHC 미디어와 말레이시아의 ed-online사가 공동 제작한 합작 애니메이션이다. 시즌 1은 2011년부터 2012년까지 KBS 2TV에서, 시즌 2는 2015년 KBS 1TV에서 방영되었다. 동화를 주제로 하여, 잉크로 만들어진 잉키로 인해 동화로 잠시 들어오는 어리의 이야기를 다루고 있다.

어리가 이야기마다 동물 모자를 쓰는데, 동물모 자를 쓸 때마다 가끔 엉덩이에 동물의 꼬리가 생기고, 팔에 새의 날개나 꽃게의 집게발 같은 장갑가 생기며 등에는 거북이 등껍질이 생긴다.

## 방영 일시
| 방영 채널 | 방영 기간                          | 방영 시간 |
| --------- | ---------------------------------- | --------- |
| KBS 2TV   | 2011년 11월 15일 ~ 2012년 5월 22일 | 종료      |
| KBS 2TV   | 2013년 1월 4일 ~ 2013년 6월 28일   | 종료      |
| KBS 1TV   | 2015년 3월 14일 ~ 2015년 9월 12일  | 종료      |

## 목소리 출연
- 배정미 - 어리
- 조진숙 - 잉키
- 안영아 - 개미/게
- 사성웅 - 사자
- 김정아 - 다람이
- 김대중 - 너구리
- 엄상현 - 램프의 요정